# 농다리로
농다리로(Nongdari-ro)는 충청북도 진천군 문백면 옥성리에서 진천읍 신정리까지 연결하는 진천군도로, 총 연장은 14.572 km이다. 이름이 유래된 것은 농다리가 인근에 위치한 지역적 특성을 반영하여 농다리로로 명명되었다.

## 역사
- 2009년 10월 26일 : 도로명으로 농다리로를 고시

## 주요 경유지
- 진천군
  - 문백면 (옥성리 - 은탄리 - 평산리 - 구산동리 - 장월리) - 진천읍 (신정리)

## 접촉하는 도로
- 문진로
- 생거진천로
- 은진로
- 평화로
- 문화로

## 주변 하천
- 미호강

## 같이 보기
- 진천 농다리